# Soktérdű salamonpecsét
A soktérdű, orvosi vagy szagos salamonpecsét (Polygonatum odoratum, P. officinale) a spárgavirágúak (Asparagales) rendjébe, ezen belül a spárgafélék (Asparagaceae) családjába tartozó növényfaj.

## Elterjedése, élőhelye
Magyarországon őshonos növény, az Alföldön és a Magyar-középhegység területén él, gyakran megtalálható száraz, pusztai gyepekben, erdőkben (főleg tölgyesekben) és cserjésekben.

## Megjelenése, jellemzői
Évelő lágyszárú. A talajban vízszintesen kúszó, fehéres színű gyöktörzsének felső részén jellegzetes, pecsétlenyomatra emlékeztető bemélyedések jelzik a tavalyi, illetve korábbi hajtások eredési helyeit. Ívesen hajló szárán párhuzamos erezetű, széles lándzsa alakú levelek ülnek. A kocsányokon 1-2 virág fejlődik, melyek zöldesfehér leplűek. Virágzás: május-június.[forrás?]

## Hatóanyagai
A gyöktörzse glukokinint, szaponint, nyálkát, illetve a digitáliszhoz hasonló hatással bíró glikozidát tartalmaz.

## Felhasználása
Gyógynövényként ismerik: a gyógyszeriparban gyöktörzsét (Polygonati rhizoma) használják fel, mivel szívserkentő, vizelethajtó hatású, illetve cukorbaj ellen hatásos anyag található benne. Házi szerként való alkalmazása veszélyes, fokozott óvatosságot igényel, mivel erősen mérgező hatású.
Gyöktörzsének porából régen kenőcsöt készítettek, mellyel gennyes daganatokat kentek be azok elmulasztására, de hölgyek is használták arcpirosítóként, köszönhetően hajszálértágító, vagyis a bőr vérbőségét, pirosodását okozó hatása miatt.